# Новоянбеково
Новоянбе́ково (баш. Яңы Йәнбәк) — деревня в Давлекановском районе Башкортостана, входит в состав Кадыргуловского сельсовета.

## Географическое положение
Расстояние до:
- районного центра (Давлеканово): 43 км,
- центра сельсовета (Кадыргулово): 5 км,
- ближайшей ж/д станции (Давлеканово): 43 км.

## Население
| 2002 | 2009 | 2010 |
| ---- | ---- | ---- |
| 217  | ↘189 | ↘187 |

### Национальный состав
Согласно переписи 2002 года, преобладающая национальность — башкиры (76 %).

## Известные уроженцы
- Тукаев, Газим Гидельмутагарович (1909—1981) — советский театральный актёр, Народный артист РСФСР.
- Хакимов, Ахияр Хасанович (1929—2003) — советский и российский писатель. Заслуженный работник культуры РСФСР.